# Álvaro Apocalypse
Álvaro Brandão Apocalypse (Ouro Fino, 14 de janeiro de 1937 — Belo Horizonte, 6 de setembro de 2003) foi um pintor, ilustrador, gravador, desenhista, diretor de teatro, cenógrafo, professor, museólogo e publicitário brasileiro. Foi também um dos fundadores do Grupo Giramundo.

## Biografia
Álvaro Brandão Apocalypse nasceu em 14 de janeiro de 1937 em Ouro Fino (MG)
Durante a infância em Ouro Fino, Apocalypse reproduzia os animais em seus desenhos.
No início da década de 1950, já na adolescência, Álvaro Apocalypse chegou a Belo Horizonte para estudar Belas Artes com o mestre Alberto da Veiga Guignard, tornando-se professor de desenho em 1959. De lá para cá, as artes plásticas ocuparam um espaço definitivo em sua vida.
Em 1956, estudou gravura em metal e litografia na Escola Guignard e iniciou curso de Direito na Universidade Federal de Minas Gerais - UFMG. Álvaro realizou também desenhos animados para campanhas publicitárias, ilustrações para revistas e jornais e incursões no mundo da publicidade. Em 1959, lecionou na recém-criada Escola de Belas Artes da Faculdade de Arquitetura da UFMG, da qual se tornou professor titular em 1981.
A partir da década de 1960, as festas populares passaram a ser temas constantes em seus desenhos, dedicando-se mais à técnica de pastel e à produção de gravuras. Em 1962, tornou-se professor da Fundação Mineira de Arte.
Sua obra passou a apresentar caráter surrealista a partir de 1965. Recebeu o prêmio de viagem ao exterior no 3º Salão da Aliança Francesa, em 1969. Viajou, então,  para Paris e realizou curso de História do Desenho na Escola do Louvre.
Na década de 1970, depois de uma estada prolongada na Europa, onde assistiu a muitos espetáculos com marionetes, Álvaro retornou a Belo Horizonte, com o propósito de criação de um grupo teatro de bonecos, o que veio a se concretizar rapidamente. Criou o Grupo Giramundo de Teatro de Bonecos, em 1970, e produziu cenários, figurinos e marionetes para várias peças teatrais. O primeiro grande espetáculo vem em 1976, com a montagem de El Retablo de Maese Pedro, seguido por Cobra Norato, de Raul Bopp, todos sempre muito aplaudidos pela crítica e público, dentro e fora do Brasil. No total Álvaro produziu e dirigiu 27 espetáculos no Giramundo.
Em 1973, realizou as gravuras para o álbum Minas de Drummond, pela UFMG. Dividindo suas atividades entre o magistério, as artes plásticas e o teatro, Apocalypse coordenou a Escola Superior de Artes da Marionete de Charleville Mèziéres (França), entre 1990 e 1991, um estágio do qual participaram artistas de toda a Europa. Em co-produção, atuou com o Teatro Presenza na montagem de Superfaust e com o Teatro Baracca, no espetáculo Il Drago Nella Fumana Itália.
Entre suas premiações figuram o Moliére, o Troféu Mambembe, dois troféus João Ceschiatti, o Grande Prêmio da Crítica da Associação Paulista de Críticos de Arte, entre outros. Publicou o álbum de gravura Minas de Guimarães Rosa, em 1977, pela Imprensa da UFMG, entre outros.

## Trajetória artística
- 1955 - Depois de desenhar muito em casa e copiar ilustrações de Portinari, Álvaro Apocalypse se inscreve no X Salão Municipal de Belas Artes de Belo Horizonte e obtém menção honrosa em desenho. Entra para a Escola Guignard e Faculdade de Direito
- 1957 - A partir deste ano, depois de participar de salões e receber prêmios, inicia trabalho como ilustrador na imprensa mineira. Publica artigos sobre arte e participa de mostras
- 1959 - Convidado a dar aulas de modelo vivo na recém-criada Escola de Belas Artes da Faculdade de Arquitetura. Foi professor universitário antes mesmo de se formar, uma atividade que manteria por toda vida
- 1962 - Fundador primeiro presidente da Associação Mineira de Artistas Plásticos (AMAP). Ganha prêmios e participa de mostras e salões em vários estados brasileiros
- 1965 - Primeira individual. Além das pesquisas sobre cultura popular, passa a trabalhar com temática surrealista e a crítica social em seus trabalhos.
- 1967 - Participa da implantação do Festival de Inverno da UFMG, em Ouro Preto.
- 1968 - Publica o álbum de gravuras Minas, a terra, o homem
- 1969 - Produz seu primeiro mural de grandes proporções. Prêmio do Salão da Aliança Francesa o leva a Paris, para estudos de arte
- 1970 - Retorna ao Brasil e cria, com Terezinha Veloso e Madu, o grupo de teatro de bonecos Giramundo
- 1971 - Primeira encenação do Giramundo A bela adormecida
- 1972 - Montagem de Aventuras do Reino Negro, que é apresentada na França, Argentina e Uruguai
- 1973 - Saci-pererê é a segunda montagem de um repertório que chegará a 27 trabalhos
- 1975 - Um Baú de Fundo Fundo"
- 1976 - Cobra Norato, um dos espetáculos mais premiados e admirados do grupo.
- 1982 - Faz a capa do álbum independente "Música Doce: Flauta e Violão" de Marcelo Faria e Paulinho Queroga
- 1983 - As Relações Naturais.
- 1984 - Auto das Pastotrinhas.
- 1986 - Montagem de O guarani.
- 1988 - Giz
- 1990 - Montagem do espetáculo Diário de um tímido forasteiro, no 17° Festival de Inverno da UFMG, em Ouro Preto, Minas Gerais
- 1990 - Atua como professor no Ateliê de Tecnologia do Instituto Internacional de Marionetes de Charville-Mèziéres, na França.
- 1991 - Montagem da ópera A flauta mágica, de Mozart, com marionetes com até dois metros de altura
- 1992 - Le Journal
- 1993 - Adaptação de Pedro e o lobo, conto sinfônico de Prokofiev
- 1994 - Montagem do espetáculo adulto Antologia Mamaluca
- 1995 - Ubu Rei
- 1996 - Carnaval dos Animais
- 1997 - Diário de um Louco
- 1998 - Montagem do espetáculo O gato Malhado e a andorinha Sinhá, basedo na fábula de Jorge Amado
- 1998 - Exposição Desenhos para teatro de Álvaro Apocalypse
- 2000 - Gira Gerais
- 2000 - Inauguração o teatro Giramundo
- 2001 - Os Orixás
- 2001 - Inauguração do Museu Giramundo para abrigar e expor ao público seu acervo de mais de 850 bonecos
- 2002 - Mini Teatro Ecológico - O Aprendiz Natural e Mata Atlântica
- 2003 - Exposição e retrospectiva de trabalhos em "Mundo Giramundo", no Sesc Santo André (SP), em São Paulo. Morre, aos 66 anos, em Belo Horizonte.
- 2006 - Criação da instituição "Arquivo Apocalypse", dirigida por suas herdeiras, que irá catalogar e restaurar o acervo com suas obras, para poder ser expostas ao público em um futuro museu
- 2006 - Tem publicado, no jornal O Tempo, trechos de suas agendas, durante oito domingos consecutivos
- 2006 - Publicação do site Arquivo Apocalypse
- 2011 - Publicação do livro Álvaro Apocalypse [1]

## Receptividade crítica
De acordo com o jornal Estado de Minas ao mencionar o legado criativo de bonecos, pinturas e desenhos, "não há nenhum outro em Minas que desempenhe hoje esta vertente da criação com tanta competência, sutileza e nobreza" como Álvaro Apocalipse.